# Tegenelektrode
Een tegenelektrode is in elektrochemische technieken waarbij stroom door een oplossing geleid wordt (bijvoorbeeld coulometrie of elektrogravimetrie) de elektrode waar niet de reactie plaatsvindt waar het in het betreffende experiment om gaat. Als er op één plaats lading uit een oplossing gehaald wordt, zal er op een andere plaats lading in de oplossing gebracht moeten worden. Omgekeerd ook, wordt lading ergens in de oplossing gebracht, dan zal ergens anders een even grote hoeveelheid lading uit de oplossing gehaald moeten worden.

## Voorbeelden
- Tijdens de coulometrische chloridebepaling is een zilverelektrode de werk-elektrode en wordt als anode geschakeld: de zilver-atomen staan een elektron af aan de elektrode en gaan als Ag+ in oplossing. De elektronen worden door de spanningsbron naar de tegenelektrode, de kathode, getransporteerd waar ze met waterstofionen tot waterstof reageren.
- Tijdens de elektrogravimetrische bepaling van koper worden de koperionen neergeslagen op de werk-elektrode. In deze bepaling is de werk-elektrode de kathode. De daarvoor noodzakelijke elektronen zijn via de spanningsbron afkomstig van de tegenelektrode, de anode, waar ze onttrokken zijn aan water onder vorming van zuurstof en waterstofionen.

Uit de voorbeelden blijkt duidelijk dat de naam tegenelektrode niet gekoppeld is aan de elektrochemische functie van de betreffende elektrode, maar aan de relatie met het beoogde doel van het experiment.